# БФ (трамвайний вагон)
БФ — двовісний моторний трамвайний вагон, що вироблявся на Коломенському вагонобудівному заводі в 1926-1929 роках. У Москві з пасажирами трамваї БФ працювали до 1970 року. 15 вагонів у 1929-1934 роках експлуатувались у Харкові.

## Конструкція
Трамвайний вагон БФ спирався на дві одновісні поворотні візки Беккера, оснащені пружинним вертаючим механізмом. Перші зразки вагонів мали дерев'яний кузов на металевій клепаній рамі, надалі використовувався кузов, що складається з дерев'яних та металевих елементів. Одна з особливостей моделі — суцільна конструкція даху без ліхтаря. Спочатку трамвай мав майданчики без дверей, а робоче місце вагоновожатого не відокремлювалося від майданчиків. У післявоєнний час вагони переобладнали, оснащуючи пневматичними дверима тільки по одній стороні, закритою кабіною, що опалюється, і прибирали другий пост управління, перетворюючи вагон на односторонній. Перші партії вагонів оснащувалися імпортним обладнанням, доки не було освоєно аналогічне обладнання вітчизняного виробництва.